# Collegio di Edinburgh North and Leith
Edinburgh North and Leith è un collegio elettorale scozzese della Camera dei Comuni del Parlamento del Regno Unito. Elegge un membro del Parlamento con il sistema maggioritario a turno unico; rappresentante del collegio, dal 2024, è la laburista Tracy Gilbert.

## Estensione
Quando fu creato nel 1997, il collegio di Edinburgh North and Leith sostituì il collegio di Edinburgh Leith, ed era uno dei sei collegi che coprivano la città di Edimburgo. Uno di questi sei, Edinburgh East and Musselburgh oltrepassava il confine con il Lothian Orientale verso Musselburgh. In termini di ward utilizzati per l'elezione del Consiglio di Edimburgo tra il 1995 e il 2007, il collegio comprendeva i ward di Broughton, Calton Hill, Granton, Harbour, Lorne, New Town, Newhaven, Pilton, Stockbridge e Trinity.
I confini del collegio in Scozia furono modificati per le elezioni generali nel Regno Unito del 2005; il numero dei collegi nella città fu ridotto da sei a cinque, ognuno dei quali ora interamente compreso dentro l'area della città, e Musselburgh fu riunificata alla parte restante del Lothian Orientale. Fu creato il nuovo collegio di Edinburgh North and Leith, includendo interamente il vecchio collegio, ma includendo anche il ward di Dean da Edinburgh Central e Craigleith da Edinburgh West.
In seguito al Local Governance (Scotland) Act 2004, questi ward furono sostituiti con ward nuovi e di dimensioni maggiori per le elezioni del Consiglio del 3 maggio 2007. Il collegio ora include parti dei nuovi ward di Leith, Leith Walk, Forth, Inverleith e City Centre, ma nessuno è interamente ricompreso nei confini. 
Il collegio è urbanizzato, e copre le diverse comunità settentrionali della città, come anche l'ex burgh di Leith, che si amalgamò in maniera controversa al resto della città nel 1920. Ha la maggiore percentuale di residenti che vivono in condomini e appartamenti di tutti gli altri collegi del Regno Unito, ma ha anche una percentuale relativamente alta di laureati. Comprende un misto di ricche aree residenziali nella parte meridionale e occidentale del collegio, e aree densamente popolare presso Leith, con popolazione di giovani professionisti e studenti, come anche residenti più anziani le cui famiglie hanno sempre vissuto qui.
Comprende anche Calton Hill, l'area commerciale e gli uffici della parte settentrionale di Princes Street, Bute House, la residenza ufficiale del Primo Ministro della Scozia, la cattedrale episcopale di St Mary's, la Edinburgh Playhouse, l'Edinburgh Waterfront, il Water of Leith dal Dean Village al porto di Leith, il Giardino botanico reale di Edimburgo, il Western General Hospital e le scuole di Fettes College, la Edinburgh Academy, The Mary Erskine School e Stewart's Melville College, oltre al Telford College.

## Membri del Parlamento
| Elezione | Elezione        | Deputato         | Partito   |
| -------- | --------------- | ---------------- | --------- |
|          | 1997            | Malcolm Chisholm | Laburista |
| 2001     | Mark Lazarowicz |                  | Laburista |
|          | 2015            | Deidre Brock     | SNP       |
|          | 2024            | Tracy Gilbert    | Laburista |

## Risultati elettorali

### Elezioni negli anni 2020
| Partito                    | Partito                                  | Candidato                  | Risultati 4 luglio 2024 | Risultati 4 luglio 2024 |
| Partito                    | Partito                                  | Candidato                  | Voti                    | %                       |
| -------------------------- | ---------------------------------------- | -------------------------- | ----------------------- | ----------------------- |
|                            | Laburista                                | Tracy Gilbert              | 20 805                  | 42,05                   |
|                            | SNP                                      | Deidre Brock               | 13 537                  | 27,36                   |
|                            | Verdi                                    | Kayleigh O'Neill           | 5 417                   | 10,95                   |
|                            | Liberal Democratici                      | Mike Andersen              | 3 879                   | 7,84                    |
|                            | Conservatore                             | Joanna Mowat               | 3 254                   | 6,58                    |
|                            | Reform UK                                | Alan Melville              | 1 818                   | 3,67                    |
|                            | Laburista Socialista                     | David Jacobsen             | 227                     | 0,46                    |
|                            | Famiglie Scozzesi                        | Niel Deepnarain            | 210                     | 0,42                    |
|                            | Comunista                                | Richard Shillcock          | 189                     | 0,38                    |
|                            | Indipendente                             | Caroline Waterloo          | 139                     | 0,28                    |
|                            |                                          |                            |                         |                         |
| Iscritti                   | Iscritti                                 | Iscritti                   | 78 411                  | 100,00                  |
| ↳ Votanti (% su iscritti)  | ↳ Votanti (% su iscritti)                | ↳ Votanti (% su iscritti)  | 49 475                  | 63,10                   |
| ↳ Astenuti (% su iscritti) | ↳ Astenuti (% su iscritti)               | ↳ Astenuti (% su iscritti) | 28 936                  | 36,90                   |
|                            |                                          |                            |                         |                         |
|                            | Esito: collegio passa da SNP a Laburista |                            |                         |                         |

### Elezioni negli anni 2010
| Partito                    | Partito                          | Candidato                  | Risultati 12 dicembre 2019 | Risultati 12 dicembre 2019 |
| Partito                    | Partito                          | Candidato                  | Voti                       | %                          |
| -------------------------- | -------------------------------- | -------------------------- | -------------------------- | -------------------------- |
|                            | SNP                              | Deidre Brock               | 25 925                     | 43,69                      |
|                            | Laburista Co-op                  | Gordon Munro               | 13 117                     | 22,10                      |
|                            | Conservatore                     | Iain McGill                | 11 000                     | 18,54                      |
|                            | Liberal Democratici              | Bruce Wilson               | 6 635                      | 11,18                      |
|                            | Verdi                            | Steve Burgess              | 1 971                      | 3,32                       |
|                            | Brexit                           | Robert Speirs              | 558                        | 0,94                       |
|                            | Renew                            | Heather Astbury            | 138                        | 0,23                       |
|                            |                                  |                            |                            |                            |
| Iscritti                   | Iscritti                         | Iscritti                   | 81 336                     | 100,00                     |
| ↳ Votanti (% su iscritti)  | ↳ Votanti (% su iscritti)        | ↳ Votanti (% su iscritti)  | 59 344                     | 72,96                      |
| ↳ Astenuti (% su iscritti) | ↳ Astenuti (% su iscritti)       | ↳ Astenuti (% su iscritti) | 21 992                     | 27,04                      |
|                            |                                  |                            |                            |                            |
|                            | Esito: collegio confermato a SNP |                            |                            |                            |

| Partito                    | Partito                          | Candidato                  | Risultati 8 giugno 2017 | Risultati 8 giugno 2017 |
| Partito                    | Partito                          | Candidato                  | Voti                    | %                       |
| -------------------------- | -------------------------------- | -------------------------- | ----------------------- | ----------------------- |
|                            | SNP                              | Deidre Brock               | 19 243                  | 34,03                   |
|                            | Laburista                        | Gordon Munro               | 17 618                  | 31,15                   |
|                            | Conservatore                     | Iain McGill                | 15 385                  | 27,21                   |
|                            | Liberal Democratici              | Martin Veart               | 2 579                   | 4,56                    |
|                            | Verdi                            | Lorna Slater               | 1 727                   | 3,05                    |
|                            |                                  |                            |                         |                         |
| Iscritti                   | Iscritti                         | Iscritti                   | 79 426                  | 100,00                  |
| ↳ Votanti (% su iscritti)  | ↳ Votanti (% su iscritti)        | ↳ Votanti (% su iscritti)  | 56 552                  | 71,20                   |
| ↳ Astenuti (% su iscritti) | ↳ Astenuti (% su iscritti)       | ↳ Astenuti (% su iscritti) | 22 874                  | 28,80                   |
|                            |                                  |                            |                         |                         |
|                            | Esito: collegio confermato a SNP |                            |                         |                         |

| Partito                    | Partito                                  | Candidato                  | Risultati 7 maggio 2015 | Risultati 7 maggio 2015 |
| Partito                    | Partito                                  | Candidato                  | Voti                    | %                       |
| -------------------------- | ---------------------------------------- | -------------------------- | ----------------------- | ----------------------- |
|                            | SNP                                      | Deidre Brock               | 23 742                  | 40,93                   |
|                            | Laburista                                | Mark Lazarowicz            | 18 145                  | 31,28                   |
|                            | Conservatore                             | Iain McGill                | 9 378                   | 16,17                   |
|                            | Verdi                                    | Sarah Beattie-Smith        | 3 140                   | 5,41                    |
|                            | Liberal Democratici                      | Martin Veart               | 2 634                   | 4,54                    |
|                            | UKIP                                     | Alan Melville              | 847                     | 1,46                    |
|                            | Unità della Sinistra                     | Bruce Whitehead            | 122                     | 0,21                    |
|                            |                                          |                            |                         |                         |
| Iscritti                   | Iscritti                                 | Iscritti                   | 80 903                  | 100,00                  |
| ↳ Votanti (% su iscritti)  | ↳ Votanti (% su iscritti)                | ↳ Votanti (% su iscritti)  | 58 008                  | 71,70                   |
| ↳ Astenuti (% su iscritti) | ↳ Astenuti (% su iscritti)               | ↳ Astenuti (% su iscritti) | 22 895                  | 28,30                   |
|                            |                                          |                            |                         |                         |
|                            | Esito: collegio passa da Laburista a SNP |                            |                         |                         |

| Partito                    | Partito                                | Candidato                  | Risultati 6 maggio 2010 | Risultati 6 maggio 2010 |
| Partito                    | Partito                                | Candidato                  | Voti                    | %                       |
| -------------------------- | -------------------------------------- | -------------------------- | ----------------------- | ----------------------- |
|                            | Laburista                              | Mark Lazarowicz            | 17 740                  | 37,56                   |
|                            | Liberal Democratici                    | Kevin Lang                 | 16 016                  | 33,91                   |
|                            | Conservatore                           | Iain McGill                | 7 079                   | 14,99                   |
|                            | SNP                                    | Calum Cashley              | 4 568                   | 9,67                    |
|                            | Verdi                                  | Kate Joester               | 1 062                   | 2,25                    |
|                            | Liberale                               | John Hein                  | 389                     | 0,82                    |
|                            | TUSC                                   | Willie Black               | 233                     | 0,49                    |
|                            | Laburista Socialista                   | David Jacobsen             | 141                     | 0,30                    |
|                            |                                        |                            |                         |                         |
| Iscritti                   | Iscritti                               | Iscritti                   | 69 234                  | 100,00                  |
| ↳ Votanti (% su iscritti)  | ↳ Votanti (% su iscritti)              | ↳ Votanti (% su iscritti)  | 47 356                  | 68,40                   |
| ↳ Astenuti (% su iscritti) | ↳ Astenuti (% su iscritti)             | ↳ Astenuti (% su iscritti) | 21 878                  | 31,60                   |
|                            |                                        |                            |                         |                         |
|                            | Esito: collegio confermato a Laburista |                            |                         |                         |

## Risultati dei referendum

### Referendum sulla permanenza del Regno Unito nell'Unione europea del 2016
|        | Collegio                  | Lasciare UE % | Rimanere in UE % |
| ------ | ------------------------- | ------------- | ---------------- |
|        | Edinburgh North and Leith | 21,8%         | 78,2%            |
| Scozia | 38,0%                     | 62,0%         |                  |
|        | Regno Unito               | 51,9%         | 48,1%            |

### Referendum sull'indipendenza della Scozia del 2014
|        | Collegio                  | Voti NO | % No      | Voti SI | % Sì  |
| ------ | ------------------------- | ------- | --------- | ------- | ----- |
|        | Edinburgh North and Leith | 43 253  | 60,0%     | 28 813  | 40,0% |
| Scozia | 2 001 926                 | 55,3%   | 1 617 989 | 44,7%   |       |